# Río Yuruá
El río Yuruá (en portugués: rio Juruá) es uno de los mayores afluentes del río Amazonas, que nace en el departamento del Ucayali en el Perú y baña los estados brasileños de Acre y Amazonas. Tiene una longitud de 3350 km, que lo convierten en uno de los 30 mayores ríos del mundo por longitud.

## Geografía
El río Yuruá nace en las tierras altas peruanas del departamento de Ucayali, al sureste de Puerto Portillo. Fluye primero en dirección norte y oeste con el nombre de río Yurúa. Su curso atraviesa la frontera entre Perú y Brasil cerca de la ciudad de Foz do Breu, adentrándose en el estado de Acre y luego en el estado de Amazonas, donde su curso es paralelo al del río Purús dirigiéndose al noreste hasta desembocar, por la margen derecha, en el río Solimões. Es el segundo mayor afluente del Amazonas, con el Purús, que drena la cuenca sur del Amazonas. Como este último, su curso es lento y serpenteante, discurriendo a través de una selva en parte sumergida.
Sus principales afluentes son: por la izquierda, el río Ipixuna; y por la derecha, el río Gregorio (370 km), el río Tarauacá (570 km) (con su largo afluente, el río Envira) y los ríos Xeruá, Chamorro Gueré y Andurá.
La principal ciudad situada en sus márgenes es Cruzeiro do Sul, en Acre (86 725 hab., estimación 2006), famosa por su harina de mandioca.
Al cruzar la frontera con Brasil, la primera comunidad es Foz do Breu. También en Acre, se encuentran las localidades de Marechal Thaumaturgo (8482 hab. en 2006), Porto Walter (4851 hab. en 2006) y Rodrigues Alves. 
En los últimos años, el gobierno federal ha creado dos Unidades de Conservación de uso directo, llamadas «Reserva Extrativista del Medio Yuruá» y la «Reserva Extrativista del Bajo Yuruá».

## Navegabilidad
El río Juruá es de gran importancia para la región, sirviendo como hidrovía de acceso para diversas comunidades, debido a la inexistencia de carreteras en la mayor parte de su curso. Es navegable en casi todo su curso, con dos secciones: Foz/Eirunepé, de 1850 km; y Eirunepé/Cruzeiro do Sul, con 1270 km. La única ciudad que tiene atracadero es Cruzeiro do Sul, siendo las operaciones de carga y descarga en las demás hechas simplemente desde la orilla.